# Francis X. Bushman
Francis Xavier Bushman est un acteur et réalisateur américain né le 10 janvier 1883 à Baltimore dans le Maryland et mort le 23 août 1966 à Pacific Palisades en Californie.

## Biographie
Francis X. Bushman a commencé sa carrière au cinéma aux studios Essanay.

## Filmographie

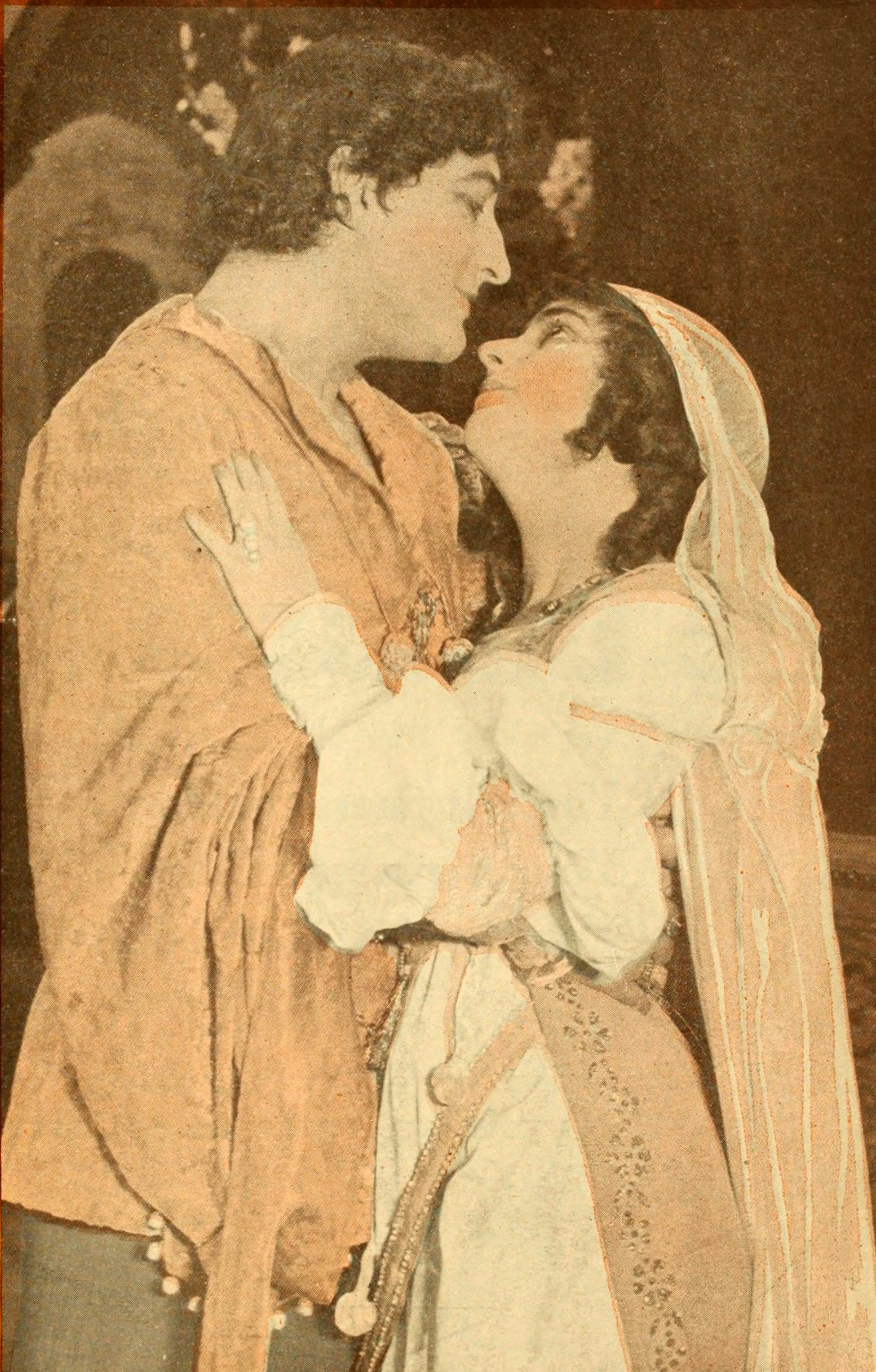
Romeo and Juliet (1916)

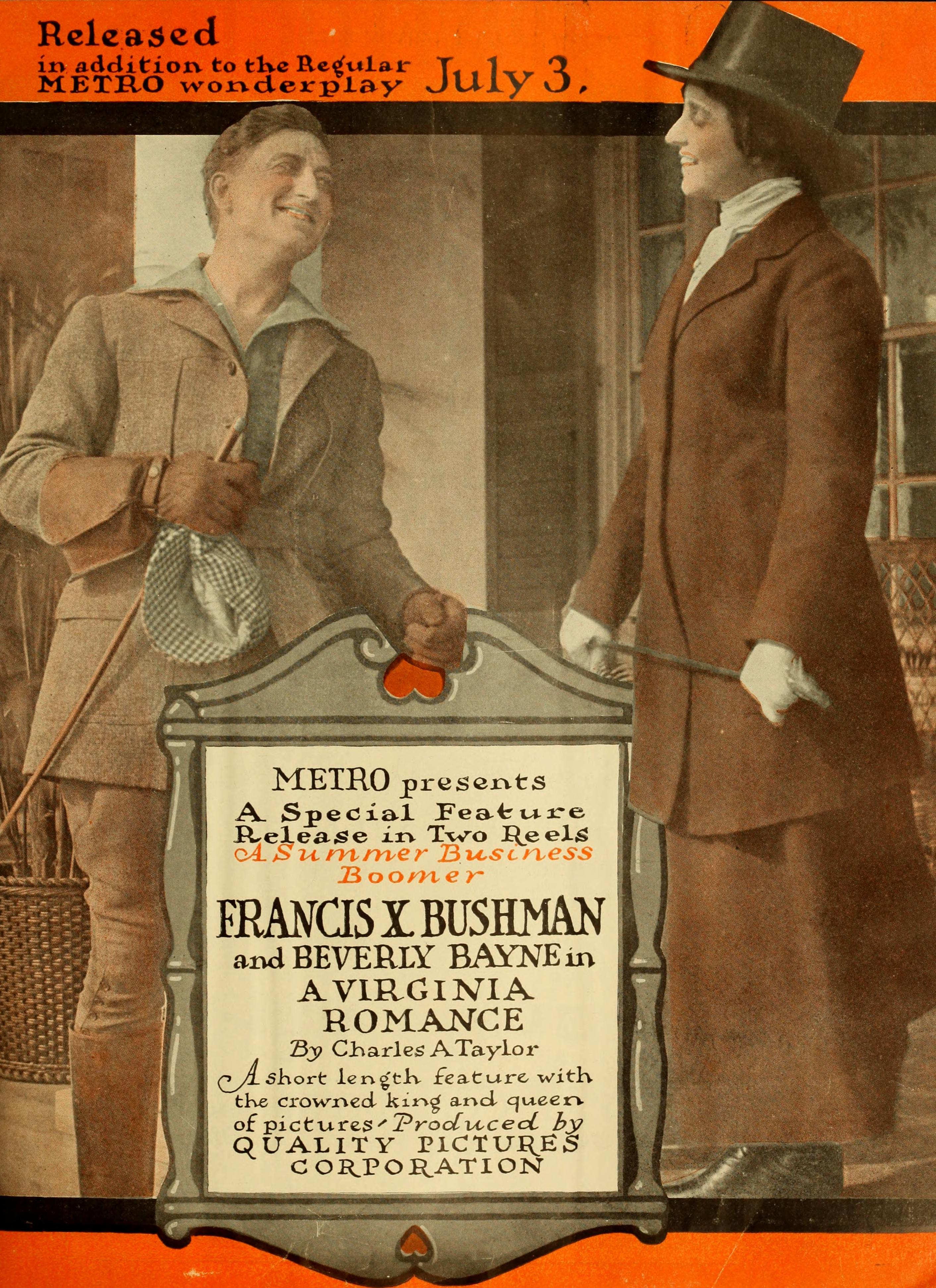
A Virginia Romance (1916)

### comme acteur
- 1911 : Two Men and a Girl
- 1911 : His Friend's Wife (en)
- 1911 : The Rosary (en) : Young Payne
- 1911 : Her Dad the Constable (en) : Tom Thornton
- 1911 : God's Inn by the Sea (en) : Captain Crandal
- 1911 : The New Manager : Philip Carlton
- 1911 : The Gordian Knot (en) : Harry Robbins
- 1911 : Live, Love and Believe (en) : Harry Ainsworth
- 1911 : Fate's Funny Frolic (en) : Richard Malcolm
- 1911 : Putting It Over (en) : George Moore
- 1911 : The Dark Romance of a Tobacco Tin (en) : George M. Jackson
- 1911 : The Burglarized Burglar (en) : Charley Fortune-Hunter
- 1911 : Saved from the Torrents (en) : Arthur Chester
- 1911 : Lost Years (en) : James Brown
- 1911 : A False Suspicion (en) : Richard, the Husband
- 1911 : Bill Bumper's Bargain : Mephisto
- 1911 : He Fought for the U.S.A. (en) : First Brother
- 1911 : The Madman (en)
- 1911 : The Goodfellow's Christmas Eve (en) : James Sawyer
- 1912 : Daydream of a Photoplay Artist (en)
- 1912 : The Mail Order Wife (en) : John White
- 1912 : Alias Billy Sargent (en)
- 1912 : A Brother's Error : First Brother
- 1912 : The Melody of Love (en) : Maurice Eaton
- 1912 : Tracked Down : Jim Ford
- 1912 : The Little Black Box
- 1912 : Out of the Depths : James Grey
- 1912 : At the End of the Trail : Tukish
- 1912 : Lonesome Robert : Tom Morris
- 1912 : The Rivals : Frank Garrison
- 1912 : Napatia, the Greek Singer : Billy Arnold
- 1912 : Out of the Night
- 1912 : The Eye That Never Sleeps : Howard Mayne
- 1912 : A Good Catch
- 1912 : The Laurel Wreath of Fame : Guido Marcello
- 1912 : The Passing Shadow : The Homeless Tramp
- 1912 : Return of William Marr : William Marr
- 1912 : Billy and the Butler : Billy McGrath
- 1912 : White Roses : Convict / Mr. Loring
- 1912 : The Butterfly Net : Lord Roxbury
- 1912 : Signal Lights : Jim Drake
- 1912 : The Understudy : Bradley
- 1912 : Her Hour of Triumph : Frederick Barton
- 1912 : The New Church Organ : Austin Strong
- 1912 : The Old Wedding Dress : Bridegroom
- 1912 : An Adamless Eden : Adam Boob aka Prince Augustus Busch
- 1912 : The Magic Wand : Bronson
- 1912 : Twilight : Silas Grant
- 1912 : The Fall of Montezuma : Hernando Cortez
- 1912 : Neptune's Daughter : Walter Fleming, an Artist
- 1912 : The Voice of Conscience (en) : William Sherman
- 1912 : The End of the Feud : Jim Parker
- 1912 : The Warning Hand : Jack Wayne
- 1912 : Chains : Robert King
- 1912 : When Wealth Torments : Jim O'Brien
- 1912 : House of Pride : James Williams
- 1912 : The Penitent : Bob Arling
- 1912 : The Iron Heel : Robert Gregg
- 1912 : The Virtue of Rags : The Grouch
- 1913 : Little Ned
- 1913 : When Soul Meets Soul (en) : Arames
- 1913 : The Thirteenth Man
- 1913 : The Farmer's Daughter : Reginald Hoops Jr.
- 1913 : The Discovery : Young Monion
- 1913 : A Mistaken Accusation : Pietro
- 1913 : The Pathway of Years : John Mason
- 1913 : The Spy's Defeat (en) : Carl Heinrich
- 1913 : Thus Saith the Lord
- 1913 : Let No Man Put Asunder
- 1913 : A Brother's Loyalty : Paul and Hal
- 1913 : The Whip Hand : The Suitor
- 1913 : The Power of Conscience (en) : Reverend Stanley Waters
- 1913 : The Hermit of Lonely Gulch : Bob Wayne, the Hermit
- 1913 : Sunlight : Young Man
- 1913 : The Right of Way de Sadie Weston : Robertson
- 1913 : For Old Times Sake : The Husband
- 1913 : Tony, the Fiddler : Tony the Fiddler
- 1913 : Dear Old Girl (en) : Ted Warren, a student
- 1913 : The Way Perilous : The Young Man
- 1913 : The Toll of the Marshes : John Hammond
- 1913 : The Little Substitute : The Child's Father
- 1913 : The Stigma : Clifford Harvey
- 1914 : The Prince Party : Prince Francis of Fournia
- 1914 : Hearts and Flowers : Mr. Swift
- 1914 : The Hour and the Man : Frank Maxwell
- 1914 : Through the Storm : Andy Burton
- 1914 : The Girl at the Curtain : Warren Bradley
- 1914 : Dawn & Twilight : Pietro Delani
- 1914 : Mongrel and Master : Frank Mitchell
- 1914 : The Other Girl : Frank Dixon
- 1914 : Shadows : Secret Service Agent Grayson
- 1914 : The Three Scratch Clue : Norman Arnold
- 1914 : In the Moon's Ray : Richard Neal
- 1914 : The Spirit of the Madonna : James Thompson
- 1914 : The Man for A' That : Frank Willard
- 1914 : The Mystery of Room 643 : Richard Neal

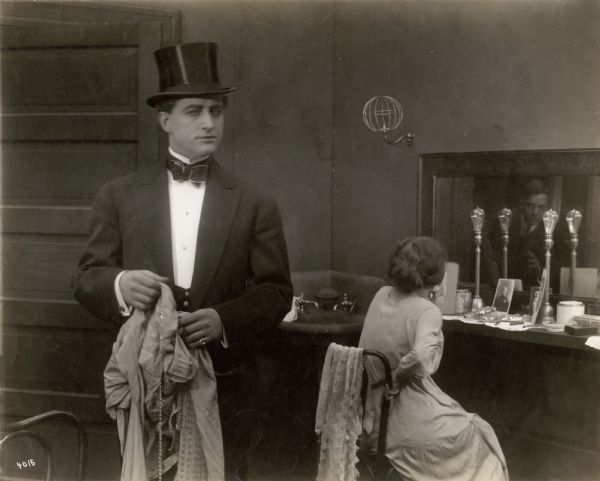
Francis X. Bushman dans Ashes of Hope

- 1914 : Ashes of Hope : Fred Willard
- 1914 : The Voice in the Wilderness : The Author
- 1914 : Blood Will Tell
- 1914 : The Elder Brother : Dr Phillip Caldwell
- 1914 : Finger Prints : Richard Neal
- 1914 : The Countess : Richard Hasbrook
- 1914 : Trinkets of Tragedy : Harrison Hyde
- 1914 : A Night with a Million : Jack Wilton
- 1914 : The Night Hawks : Humphrey
- 1914 : His Stolen Fortune : Frank Wentworth
- 1914 : One Wonderful Night (en) d'E. H. Calvert : John Delancey Curtis
- 1914 : The Motor Buccaneers
- 1914 : The Masked Wrestler : Louis de Luzon
- 1914 : Under Royal Patronage : Richard Savage
- 1914 : Sparks of Fate : Frank Graham
- 1914 : The Plum Tree : Craig Ewell
- 1914 : A Splendid Dishonor : Frank Sergeant
- 1914 : The Other Man : Harry Ross
- 1914 : In the Glare of the Lights : Glen Duval
- 1914 : The Private Officer : Harry Lampton / Lt. Frothingham
- 1914 : The Unplanned Elopement : Frank Melbourne
- 1914 : Scars of Possession : Payne Forsythe
- 1914 : The Fable of the Bush League Lover Who Failed to Qualify : The Matinee Idol
- 1914 : Every Inch a King : King Liporie of Vidonia
- 1914 : The Battle of Love : Arthur Chandler
- 1914 : Any Woman's Choice : The Mutual Friend
- 1915 : The Shanty at Trembling Hill : Richard Scott
- 1915 : The Gallantry of Jimmy Rodgers : Jimmy Rodgers
- 1915 : The Ambition of the Baron : Count Jean de Lugnan
- 1915 : Thirteen Down : Arnold Austin
- 1915 : The Accounting : Gordon Bannock
- 1915 : Stars Their Courses Change : Robert Cameron
- 1915 : The Great Silence : John Landon
- 1915 : Graustark de Fred E. Wright : Grenfall Lorry
- 1915 : The Return of Richard Neal (it) : Richard Neal
- 1915 : Thirty : Dick Thompson
- 1915 : La princesse est trop maigre (The Slim Princess) de Victor Schertzinger : Alexander H. Pike
- 1915 : Providence and Mrs. Urmy : Barton the Chauffeur & Lord Chilminster
- 1915 : The Second in Command de William Bowman : Lt. Col. Miles Anstruther
- 1915 : The Silent Voice (en) : Franklyn Starr
- 1915 : Pennington's Choice de William Bowman : Robert Pennington
- 1916 : Man and His Soul (en) de John W. Noble : John Conscience / John Power
- 1916 : The Red Mouse de John W. Noble
- 1916 : The Wall Between de John W. Noble : Sergeant John Kendall
- 1916 : A Million a Minute (en) : Stephen Quaintance
- 1916 : The Voice in the Darkness (it)
- 1916 : A Virginia Romance de Charles Belmore
- 1916 : In the Diplomatic Service (it) : Dick Stansbury
- 1916 : Romeo and Juliet (en) de J. Gordon Edwards : Romeo
- 1917 : The Great Secret (it) de Christy Cabanne : William Montgomery Strong
- 1917 : Their Compact (en) d'Edwin Carewe : James Van Dyke Moore
- 1917 : The Adopted Son de Charles Brabin : Two Gun Carter
- 1917 : The Voice of Conscience (en) : William Poatter / James Houston
- 1917 : Red, White and Blue Blood de Charles Brabin : John Spaulding
- 1918 : Under Suspicion de Will S. Davis : Gerry Simpson
- 1918 : The Brass Check de Will S. Davis : Richard Trevor
- 1918 : With Neatness and Dispatch de Will S. Davis : Paul Donaldson
- 1918 : Cyclone Higgins, D.D. de Christy Cabanne : Cyrus 'Cyclone' Higgins, D.D.
- 1918 : Social Quicksands de Charles Brabin : Warren Dexter
- 1918 : A Pair of Cupids de Charles Brabin : Peter Warburton
- 1918 : The Poor Rich Man (en) de Charles Brabin : Vantyne Carter
- 1919 : God's Outlaw de Christy Cabanne : Andrew Craig
- 1919 : Daring Hearts : Hugh Brown
- 1920 : Smiling All the Way de Fred J. Butler et Hugh McClung: Doubtful Cameo Appearance
- 1922 : Making the Grade
- 1922 : According to Hoyle (en) de W. S. Van Dyke
- 1923 : Modern Marriage (en) de Victor Heerman et Lawrence C. Windom : Hugh Varley
- 1925 : The Masked Bride (en) de Christy Cabanne : Grover
- 1925 : Ben-Hur (Ben-Hur: A Tale of the Christ), de Fred Niblo : Messala
- 1926 : Playing the Swell de Francis Corby
- 1926 : The Marriage Clause (en) de Lois Weber : Barry Townsend
- 1927 : The Lady in Ermine de James Flood : Gen. Dostal
- 1927 : The Flag: A Story Inspired by the Tradition of Betsy Ross (en) d'Arthur Maude : George Washington
- 1927 : The Thirteenth Juror (en) d'Edward Laemmle : Henry Desmond
- 1928 : The Man Higher Up de Joseph C. Boyle (it)
- 1928 : The Charge of the Gauchos (Una Nueva y gloriosa nación) d'Albert H. Kelley : Belgrano
- 1928 : The Grip of the Yukon (en) d'Ernst Laemmle : Colby MacDonald
- 1928 : Say It with Sables de Frank Capra : John Caswell
- 1928 : Midnight Life de Scott R. Dunlap : Jim Logan
- 1930 : Call of the Circus (it) de Harry Solter : The Man
- 1930 : The Dude Wrangler de Richard Thorpe : Canby
- 1930 : Once a Gentleman (en) de James Cruze : Bannister
- 1932 : Watch Beverly (en) d'Arthur Maude : President Orloff
- 1936 : Hollywood Boulevard de Robert Florey : Directeur, scène du désert
- 1937 : Dick Tracy (en) d'Alan James et Ray Taylor : Chief Clive Anderson
- 1937 : Le Jockey rouge (Thoroughbreds Don't Cry) d'Alfred E. Green : Racing Steward
- 1941 : Peer Gynt de David Bradley : (1965 rerelease) (voix)
- 1941 : Mr. Celebrity (en) de William Beaudine : Cameo appearance
- 1942 : La Reine de l'argent (Silver Queen) de Lloyd Bacon : Creditor
- 1944 : Le Président Wilson (Wilson) de Henry King : Barnard Baruch
- 1951 : David et Bethsabée (David and Bathsheba) de Henry King : King Saul
- 1952 : Apache Country (it) de George Archainbaud : Commissioner Latham
- 1952 : Les Ensorcelés (The Bad and the Beautiful) de Vincente Minnelli : Eulogist
- 1954 : Sabrina de Billy Wilder : Mr. Tyson
- 1957 : L'Histoire de l'humanité (The Story of Mankind) d'Irwin Allen : Moses
- 1960 : 12 to the Moon (en) de David Bradley : Secretary General of the International Space Order
- 1961 : La Planète fantôme (The Phantom Planet) de William Marshall : Sessom
- 1966 : The Ghost in the Invisible Bikini de Don Weis : Malcolm

### comme réalisateur
- 1916 : In the Diplomatic Service
- 1916 : Romeo and Juliet (en)